# Тарасово (село, Плесецкий район)
Тарасово — бывшее село Плесецкого района Архангельской области.

## География
Село Тарасово располагается в восточной части Плесецкого района Архангельской области в низовьях реки Пукса (левого притока реки Мехреньга), а также по её притоку Химе и на берегах озера Монастырское. Через село проходит автодорога 11К-664.

## История
Село Тарасово впервые упоминается в «Платежнице» Каргопольского уезда, составленной по писцовым книгам Якова Сабурова и Ивана Кутузова 1555/1556 года: «в Мехренгском ж стану на реке на Шерде волостка Тарасов погост, а в неи тяглых 32 деревни с полудеревнею и полчетверти деревни». В XVI веке ничего не известно о церквях в волости. В Переписной книге 1648-1649 г. в Тарасовом погосте впервые упоминается церковь Ильи Пророка, а также 22 деревни, 69 крестьянских дворов и 174 человека. В XVIII-XIX веках через село пролегал почтовый тракт из Санкт-Петербурга в Архангельск.
В XVI-XX веках село было центром Тарасовской, а затем Петровской волости поочерёдно Каргопольского, Шенкурского и Холмогорского уездов. В религиозном отношении село Тарасово являлось центром Тарасовского прихода, в 1805-1810 гг. при деревне Петровской была построена кирпичная церковь Рождества Христова. Исчезнувшие деревни Петрушина, Похвальная, Гора, Зарецкая, Павловская и Александрово, располагавшиеся по обоим берегам Мехреньги, имели общее название Поречье и входили в состав села до 1916 и с 1954 года.

Село известно событиями периода Гражданской войны и военной интервенции на севере России. В Петровской волости в октябре 1918 года был создан Тарасовский отряд белых партизан, противостоявший, совместно с американскими и британскими войсками, частям Красной армии. 25-31 января 1919 года в ходе так называемой «Тарасовской операции» село было занято 155-м, 156-м и 82-м полками 1-й стрелковой бригады 18-й стрелковой дивизии и удерживалось ими до сентября того же года. Окончательно село Тарасово перешло под контроль Красной армии в феврале 1920 года в результате капитуляции 7-го Северного стрелкового полка армии генерала Миллера. 

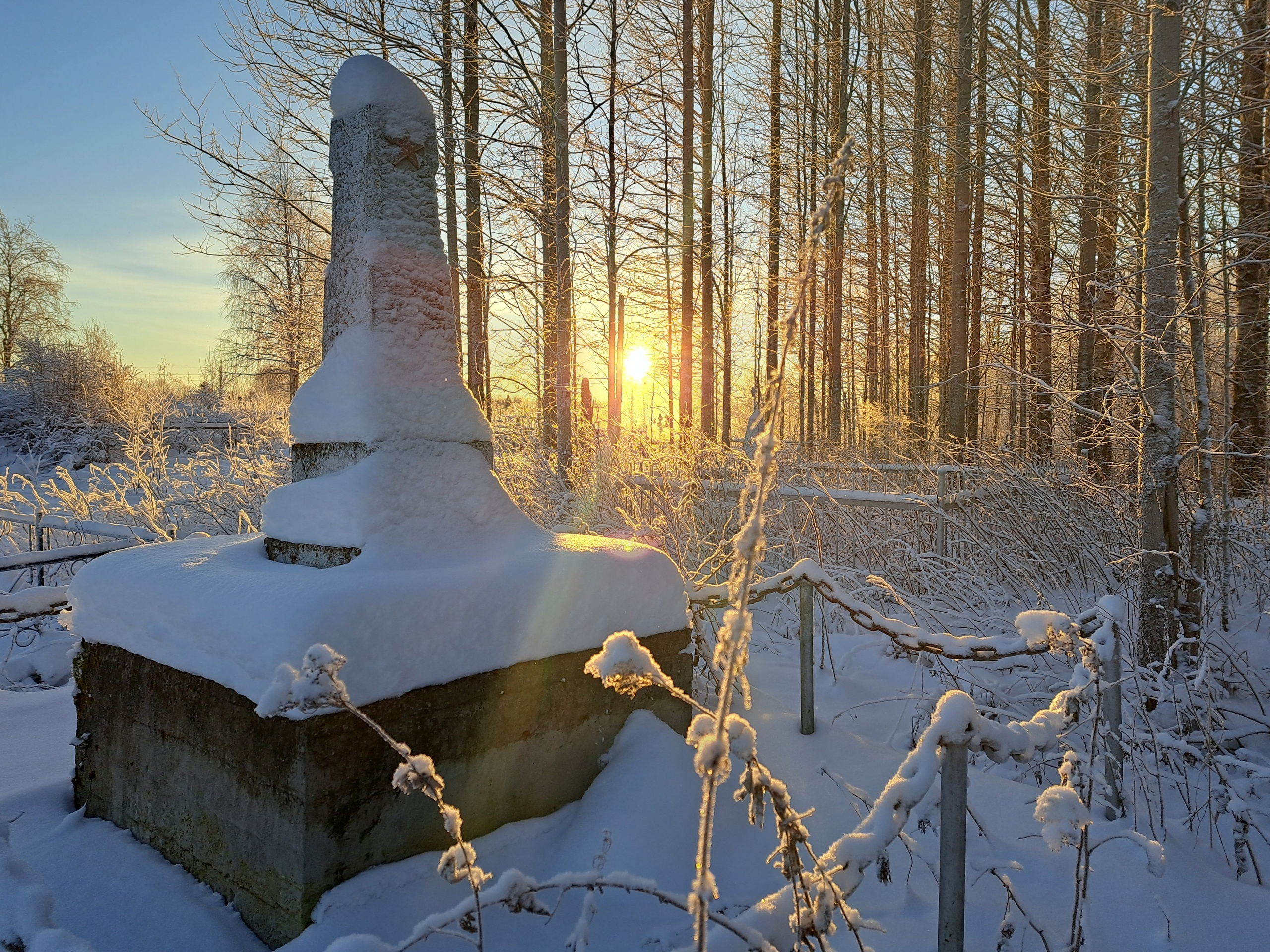
Памятник над братской могилой 27-ми красноармейцев в Тарасове

## Современность
Представляет собой конгломерат из нескольких деревень: Алексеевская, Подволочье, Гришина,  Гусевская, Еремеевская, Заболото, Кашина,  Мишутиха, Монастырь, Наволок, Пивка, Плесо, Тарасиха, Юрмала и Якшина. 

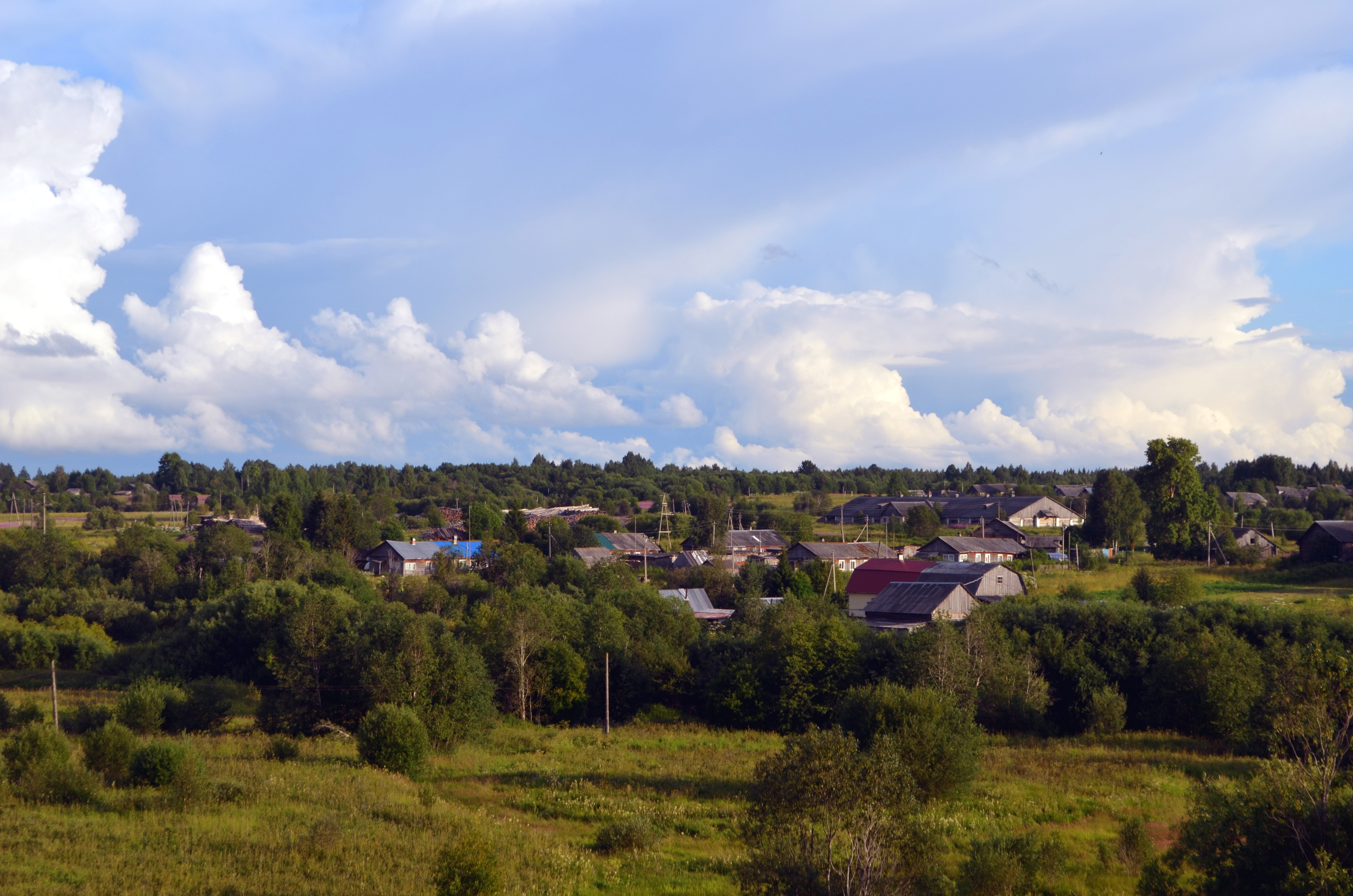
Деревня Юрмала

Деревни села Тарасово с 2006 по 2021 год входили в состав Тарасовского сельского поселения.
Село в некотором роде уникально, так как расположено внутри закрытой территории космодрома «Плесецк» со всеми вытекающими отсюда последствиями, а именно: особый режим проживания и трудность въезда и выезда посторонних. Кроме Тарасова, в таком же особом режиме находится ещё одно село — Церковное. Есть автобусное сообщение с районным центром Плесецком по выходным дням.